# Jean-Claude Poursat
Jean-Claude Poursat est un archéologue et protohistorien de la Grèce français né en 1934. Il a été professeur à l'université Blaise-Pascal de Clermont-Ferrand. Il est spécialiste de la civilisation minoenne.

## Biographie
Jean-Claude Poursat est ancien élève de l'École normale supérieure de la rue d'Ulm et agrégé de lettres classiques. Il a été membre de l'École française d'Athènes de 1963 à 1967.
Il a mené, à partir de 1966, des fouilles sur le site de Malia (Crète), où il a découvert le quartier Mu.
Il a fait l'essentiel de sa carrière au département d'histoire de l'art et archéologie de la faculté des lettres et sciences humaines de Clermont-Ferrand et il a été longtemps, en parallèle, directeur des antiquités historiques d'Auvergne.

## Principaux ouvrages
- Les ivoires mycéniens, 1977 (thèse).
- Guide de Malia au temps des premiers palais : le quartier Mu, vol. 1, École française d'Athènes, 1992, 61 p.
- La Grèce préclassique, des origines à la fin du VIe siècle, Paris, Seuil, coll. « Points Histoire / Nouvelle histoire de l’Antiquité », 1995  (ISBN 2-02-013127-7), 218 p.
- L’art égéen, I. Grèce, Cyclades, Crète jusqu’au milieu du IIe millénaire avant J.-C., Paris, Éditions Picard, 2008, 304 p.